# Истинный смысл
И́стинный смысл — правовая теория в интерпретации канадской конституции, используемая для определения, какому уровню власти принадлежит право издавать законы по конкретному вопросу. Теория применяется, главным образом, когда закон оспаривается на основании того, что один уровень власти (провинциальный или федеральный) нарушил пределы исключительных полномочий другого уровня власти.
В Акте о Британской Северной Америке 1867, представляющем собой федеральную Конституцию Канады, в параграфах 91 и 92 были перечислены вопросы, по которым могли издавать законы Доминион и провинции. Несмотря на то что эти списки были представлены в целях большей ясности, вскоре обнаружилось, что перечисленные в них вопросы частично пересекаются, и Тайному совету приходилось неоднократно проверять конституционность законов, принятых законодательными учреждениями Доминиона и провинций.
В этой ситуации Тайный совет и вывел теорию, что для определения, действует ли оспоренный закон в пределах компетенции, должен быть рассмотрен его истинный смысл. То есть, если закон по сути затрагивает вопрос, отнесённый к компетенции законодательного органа, он должен действовать в пределах этой компетенции, даже если он случайно может влиять на вопросы, не входящие в компетенцию законодательного органа. Степень влияния на вопросы, не входящие в компетенцию, может быть важным фактором при определении, не является ли закон мнимым, то есть не принимает ли законодательный орган закон по вопросу за пределами его полномочий намеренно под видом закона по вопросу, на который распространяются его полномочия. Но если он не признаётся мнимым, то факт влияния, как и степень влияния, не препятствует вступлению закона в силу.
Анализ состоит из двух частей. Сначала в спорном законе выявляется его главная идея, затем определяется, к какому вопросу из перечисленных в параграфах 91 или 92 Конституционного акта 1867 он относится.

## Главная идея
Первый шаг в определении истинного смысла был описан по-разному. Он определяет сущность, главную идею, основную мысль или действительное значение закона. При этом изучается как назначение закона, так и его правовые последствия на права и обязанности общества. Назначение может быть выявлено в формулировках закона, во вреде, который закон призван предотвратить, и вообще в социальном контексте принятия закона. Изучение действительного воздействия полезно при определении, является ли закон «мнимым», то есть решает ли он по сути совершенно другие вопросы в отличие от своей формальной цели. Например, по делу Королева против Моргенталера (1993) провинция Новая Шотландия приняла закон, запрещавший осуществление определённых хирургических вмешательств за пределами больниц, защищённых системой здравоохранения. Верховный суд Канады постановил, что по сути они пытались запретить аборт.

## Определение
Как только закон был проанализирован, необходимо определить один из двух уровней власти. Вопросы, находящиеся в исключительном ведении федерального правительства, перечислены в параграфе 91 Конституционного акта (1867), а вопросы в исключительном ведении провинциального правительства — в параграфе 92. Подходит ли характеристика закона под один из перечисленных вопросов, зависит от степени, определённой судом по каждому вопросу.
Закон, признанный действительным по анализу истинного смысла, также может иметь побочное влияние на вопросы, находящиеся за пределами юрисдикции данного правительства. Это считается допустимым, так как закон классифицирован по его основному признаку. Современный подход к интерпретации канадской конституции признаёт частое взаимодействие и наложение юрисдикций разных уровней управления.

## Теория побочного воздействия
Однако во многих случаях закон, признанный недействительным по анализу истинного смысла, может быть сохранён при применении теории неизбежного побочного воздействия. В таких случаях нарушающие положения закона будут сохранены, лишь если они удовлетворяют критерию «разумной связи».
Полностью этот критерий был изложен в деле General Motors против City National Leasing (1989). Он используется в зависимости от серьёзности нарушения. Суд должен рассмотреть степень, в которой действительная законодательная схема затрагивает юрисдикцию другого правительства. Если вмешательство незначительно, положение должно лишь быть «разумно связано». В случае серьёзных нарушений юрисдикции, положения должны быть «действительно необходимы» или «неотъемлемы» для функционирования закона.

## Применение за пределами Канады
Теория истинного смысла в юриспруденции Судебного комитета Тайного совета, фактически британского имперского апелляционного суда, применялась и в других федерациях Содружества. В Индии она применяется по Конституции. Она также применялась в Северной Ирландии по Правительственному закону об Ирландии 1920 г. Суть теории была закреплена в законодательной форме в Акте о Шотландии 1998 с целью передачи полномочий Шотландии. Она также использовалась в Австралии до 1964 г., когда в деле Высокого суда Фэйрфакс против комиссара по налогообложению она была заменена на альтернативный метод.